# Socket 604
 (février 2023).
Si vous disposez d'ouvrages ou d'articles de référence ou si vous connaissez des sites web de qualité traitant du thème abordé ici, merci de compléter l'article en donnant les références utiles à sa vérifiabilité et en les liant à la section « Notes et références ».
Le socket 604 est utilisé sur les processeurs Intel Xeon pour plate-forme bi et multiprocesseurs. Il est sorti en novembre 2002.